# Figuerola del Camp

Położenie gminy na mapie comarki Alt Camp.

Figuerola del Camp (hiszp. Figuerola del Campo) – gmina w Hiszpanii,  w Katalonii, w prowincji Tarragona, w comarce Alt Camp.
Powierzchnia gminy wynosi 22,70 km². Zgodnie z danymi INE, w 2005 roku liczba ludności wynosiła 318, a gęstość zaludnienia 14,01 osoby/km². Wysokość bezwzględna gminy równa jest 474 metrów. Współrzędne geograficzne gminy to 41°22′26″N, 1°15′59″E.

## Demografia
- 1991 – 212
- 1996 – 226
- 2001 – 287
- 2004 – 301
- 2005 – 318